# Adona
Adona is een plaats (town) in de Amerikaanse staat Arkansas, en valt bestuurlijk gezien onder Perry County.

## Demografie
Bij de volkstelling in 2000 werd het aantal inwoners vastgesteld op 187.
In 2006 is het aantal inwoners door het United States Census Bureau geschat op 188,.

## Geografie
Volgens het United States Census Bureau beslaat de plaats een oppervlakte van
2,4 km². Adona ligt op ongeveer 116 m boven zeeniveau.